# Стадіон імені Бориса Тропанця
Стадіон імені Бориса Тропанця — стадіон у селі Камчик (у 1948—2024 — Зоря) Білгород-Дністровського району Одеської області. Побудований у 2015 році. Є домашньою ареною місцевого футбольного клубу «Балкани».

## Історія
Стадіон побудовано влітку 2015 року за рекордні строки — 23 дні. Рішення про будівництво було прийнято після того, як стало відомо, що за результатами жеребкування 1/16 фіналу Кубку України аматорська на той момент команда «Балкани» мала прийняти ФК «Дніпро». До цього футбольна арена мала лише трав'яне поле. Матч «Балкани» — «Дніпро» (0:1) відбувся 22 серпня 2015 року і зібрав за офіційними даними 10 тисяч глядачів, що набагато перевищує кількість сидячих місць на стадіоні. Така розбіжність пояснюється тим, що на деяких матчах вболівальники окрім трибун розміщуються також на схилі поруч із футбольним полем.
Стадіон названо на честь футболіста та футбольного тренера Бориса Тропанця, що народився у селі Камчик.